# آلفرد دبلیو. بنسون
آلفرد واشبورن بنسون (به انگلیسی: Alfred Washburn Benson) سناتور سابق عضو حزب جمهوری‌خواه ایالات متحده آمریکا بود. وی در سال ۱۹۰۶ تا ۱۹۰۷ میلادی سناتور ایالت کانزاس در سنای ایالات متحده آمریکا بود.